# Kampir Tepe
Kampir Tepe es un sitio arqueológico ubicado dentro de la provincia de Surjandaria de Uzbekistán, cerca de la ciudad de Termez. Se cree que es la ciudad perdida de Alejandría en el Oxus descrita por Ptolomeo, aunque el río Amu Daria (conocido en la antigüedad como Oxus) ahora ha cambiado de curso. El periódico Daily Telegraph ha descrito a Kampir Tepe como "la Pompeya de Asia Central".

## Descubrimiento
Kampir Tepe fue descubierto por primera vez en 1972 por el arqueólogo Edvard Rtveladze durante un estudio de la orilla del río Amu Daria. Las excavaciones comenzaron en 1977, inicialmente dirigidas por la profesora Galina Pugachenkova . La primera excavación se realizó en la parte sur de la ciudadela y un suburbio occidental de Kampir Tepe. La mayoría de los hallazgos fueron del reinado del emperador kushán Kanishka en el siglo II d. C., y fue uno de los asentamientos de la era kushán más completos jamás encontrados.
Había evidencia de capas más antiguas debajo, lo que justificaba una mayor investigación. El estudio a gran escala de las capas helenísticas de Kampir Tepe comenzó en 2000 con el establecimiento de la Expedición Arqueológica de Tocaristán (TAE), dirigida por Rtveladze. Estas excavaciones se realizaron conjuntamente con científicos de Francia, India y Japón. Identificaron tres períodos distintos de desarrollo en Kampir Tepe, el primero de los cuales comenzó en el siglo IV a. C.
Las excavaciones en Kampir Tepe están en curso, pero en agosto de 2019 Rtveladze había acumulado suficiente evidencia para anunciar que Kampir Tepe era el mismo sitio descrito por Ptolomeo como Alejandría de Oxiana. Esta afirmación fue hecha anteriormente por arqueólogos que excavaban Ai Khanum en Afganistán, pero Kampir Tepe es otra posible ubicación.

## Historia
Kampir Tepe se construyó en tres fases: helenística, saks-parta y kushán.
La construcción de la parte más antigua del sitio comenzó en el siglo IV a. C. e incluyó los cimientos y la fortaleza. Coincidió con la invasión de Asia Central por Alejandro Magno, durante la cual Alejandro construyó numerosas fortalezas y ciudades. La evidencia de que Kampir Tepe es la misma ciudad descrita por Ptolomeo incluye no solo la datación del sitio, sino también la evidencia cartográfica, el diseño de las puertas, que son una coincidencia arquitectónica exacta con las descubiertas en Grecia y Turquía; y el descubrimiento de una nueva moneda que representa a Apolo.
En la etapa 2 (235-200 a. C.), se reconstruyó la fortaleza. Se construyeron nuevos muros defensivos, cada uno de 4 m de espesor, y se agregaron dos torres cuadradas de adobe. La datación de este período de la ciudad se desprende de los hallazgos de monedas vinculados al reinado de Eutidemo I (230-200 a. C.).
El tercer período de construcción fue hacia finales del siglo II a. C. La evidencia de esta cronología proviene de una combinación de fuentes escritas y datos arqueológico-estratigráficos y numismáticos.
En total, Kampir Tepe estuvo ocupado durante aproximadamente 400 años. El curso del río cambió entonces y los habitantes tuvieron que desplazarse.

## Arquitectura

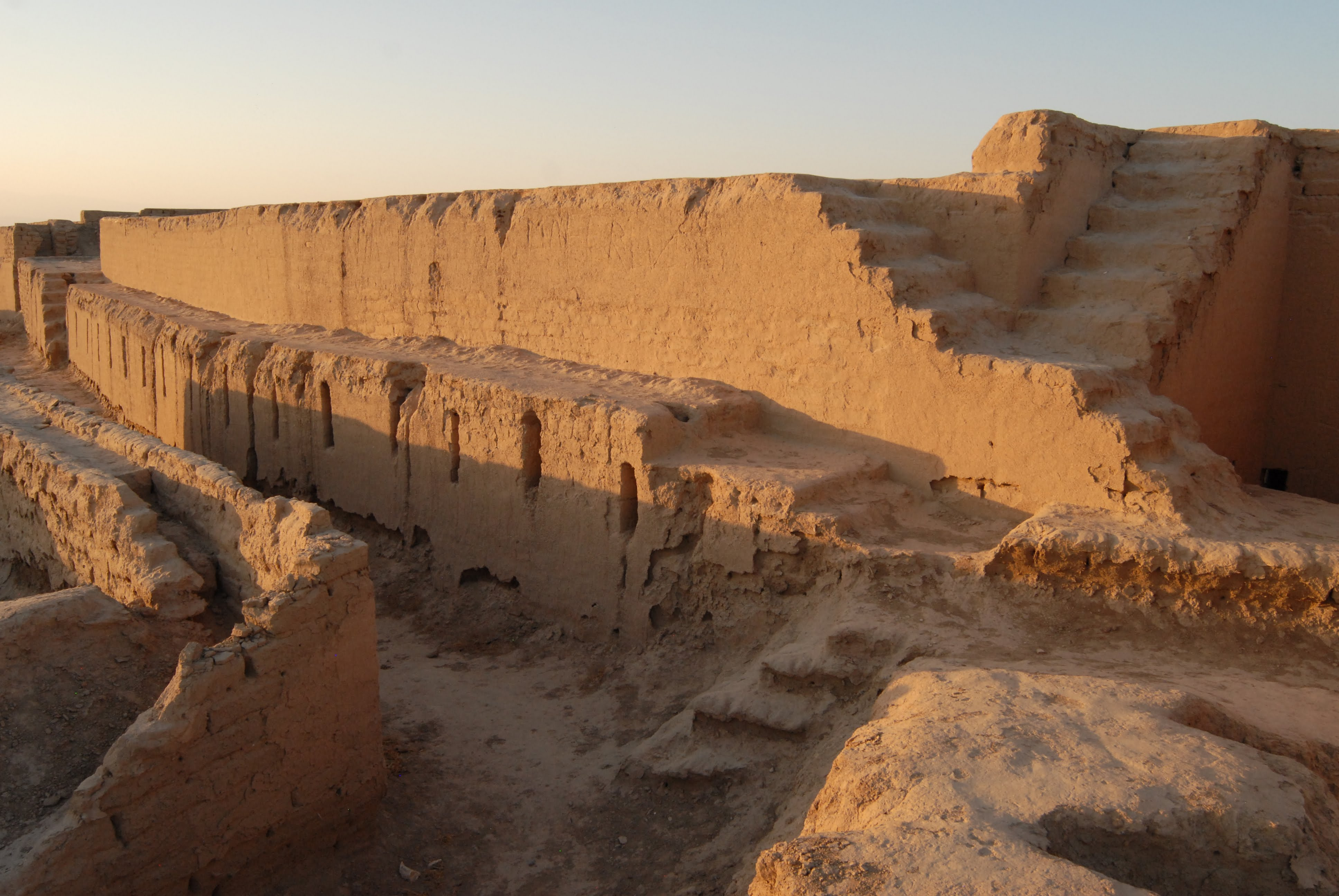
Detalle de las construcciones en Kampir Tepe

Kampir Tepe era una ciudad de adobe construida sobre una terraza artificial sobre un puerto fluvial en el Amu Daria. Había un faro en el borde del puerto para guiar a los barcos a través del río.
La fortaleza fue construida con ladrillos de barro rectangulares. Los muros de la fortaleza se cruzaron con torres redondeadas y puertas de entrada. El complejo de la puerta suroeste se construyó con el mismo diseño que el de Sillyum, Panfilia, que Alejandro asedió en el 333 a. C. El patio semiovalado era común en Panfilia, pero no se ha registrado en ningún otro lugar.

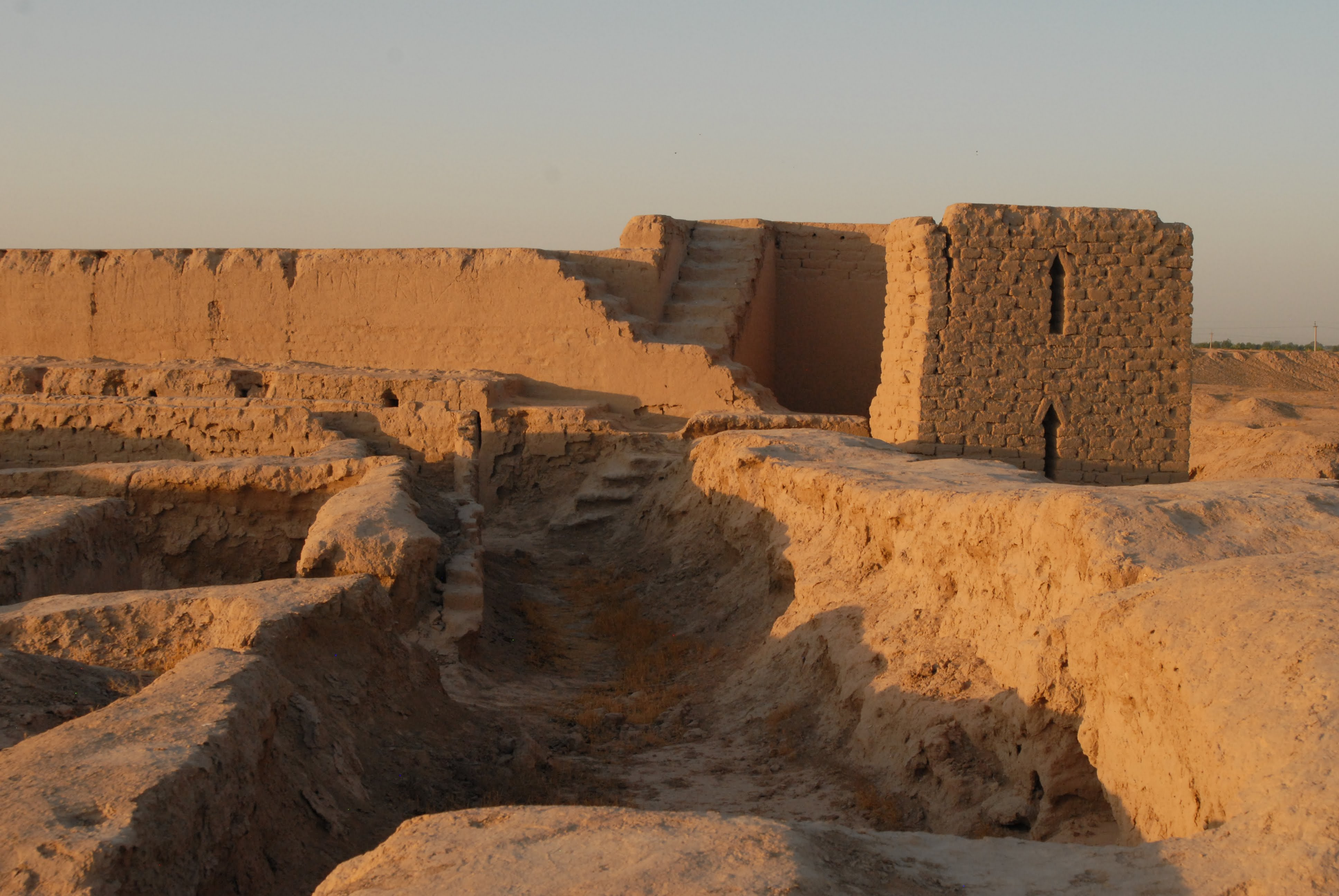
Vista de Kampir Tepe, Uzbekistán

El santuario de Kampir Tepe está en una segunda terraza artificial. Tiene la forma de un triángulo irregular rodeado de muros de adobe. Siete estructuras que originalmente se pensaba que eran hornos de cerámica estaban cubiertas por una sola bóveda falsa. Estos eran altares de dos partes que se usaban para quemar plantas sagradas. Son similares a los encontrados en el templo de Deméter y Koré en Eleusis.

## Artefactos
La excavación de una casa adosada en la parte sureste de Kampir Tepe reveló un pozo lleno de moldes para las primeras embarcaciones helenísticas. Se cree que estos eran elementos rituales colocados aquí durante un sacrificio a los dioses. También se pueden ver piezas de cerámica más grandes en el sitio.
Se han encontrado muchas monedas en Kampir Tepe. El más antiguo de ellos representa al dios griego Apolo, y hay más del reinado de Eutidemo I.